# Orion (statek kosmiczny)

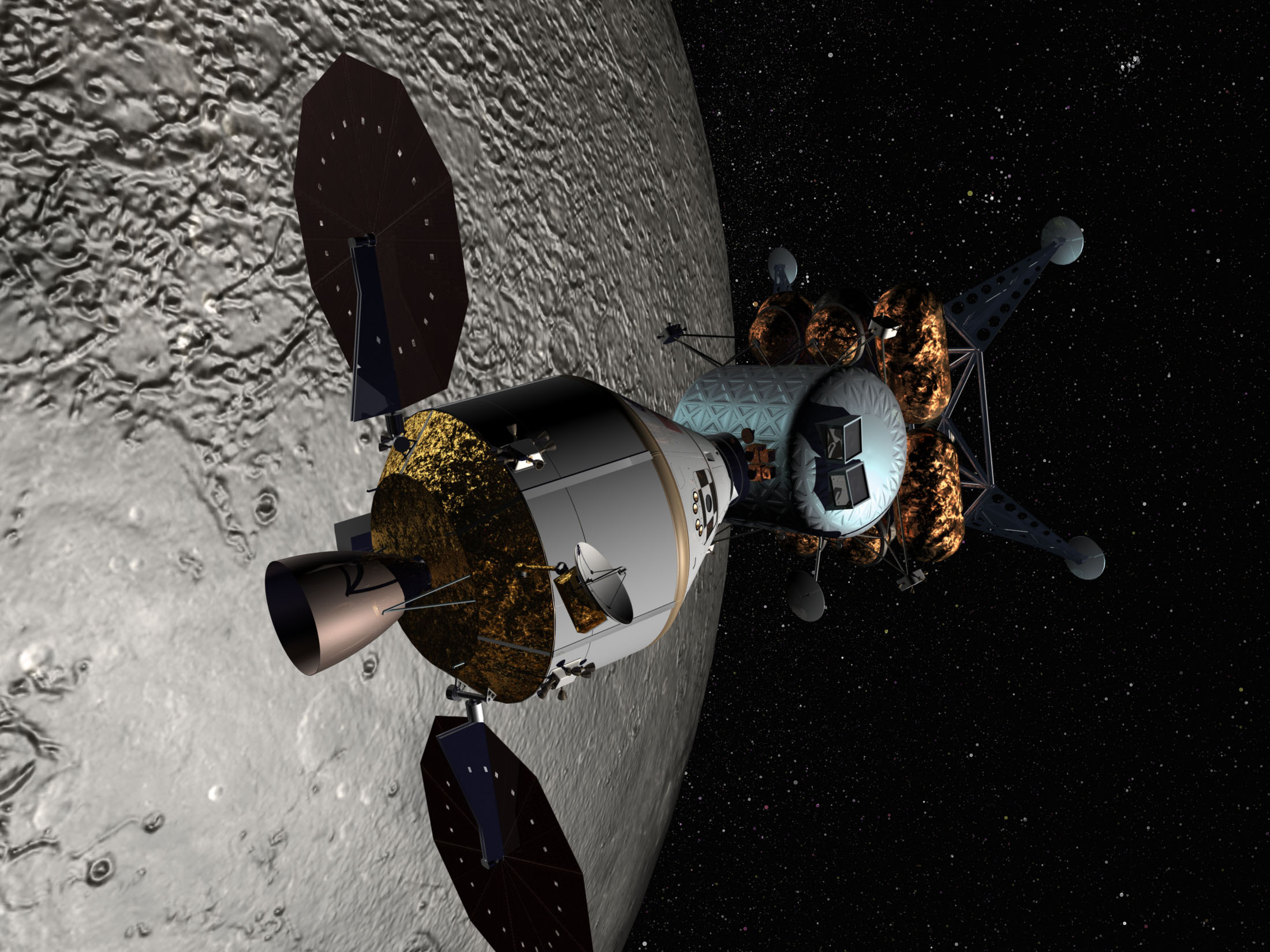
Orion połączony z modułem księżycowym (projekt w wersji z 2006)

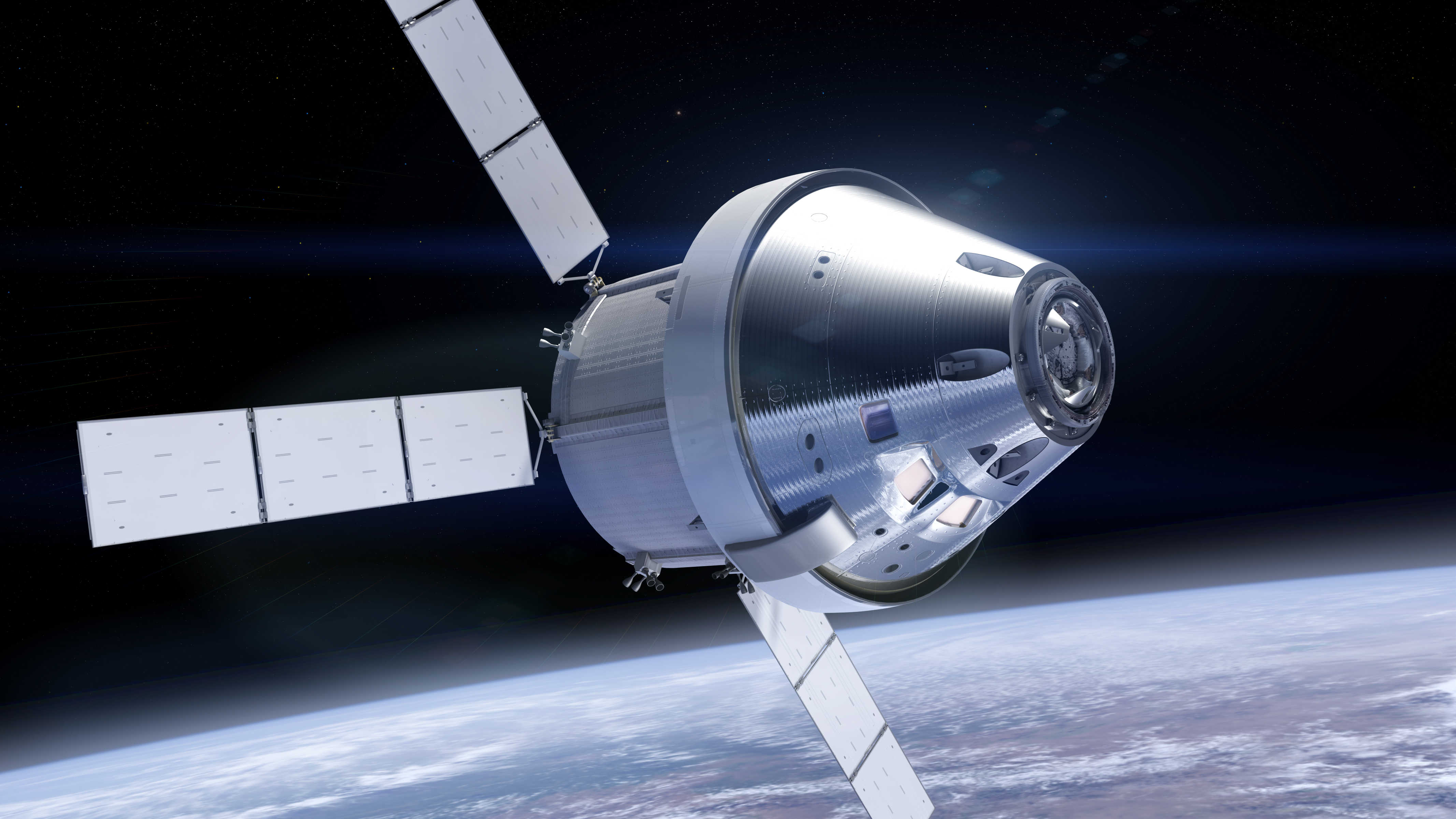
Projekt statku Orion z 2013 roku

Obecnie eksploatowane załogowe statki kosmiczne

Orion (Orion Multi-Purpose Crew Vehicle lub Orion MPCV) – załogowy statek kosmiczny wielokrotnego użytku, wykorzystywany w programie Artemis zarządzanego przez NASA. Statek składa się z Modułu Załogowego zaprojektowanego przez Lockheed Martin, który jest połączony z Europejskim Modułem Serwisowym, wyprodukowanym przez Airbus Defence and Space. Statek jest zdolny do utrzymania czteroosobowej załogi poza niską orbitą okołoziemską, Orion może wytrzymać do 21 dni bez dokowania i do sześciu miesięcy będąc zadokowanym do Międzynarodowej Stacji Kosmicznej. Statek Orion jest wynoszony w przestrzeń kosmiczną wyłącznie za pomocą rakiety Space Launch System.
Statek Orion został opracowany do wykorzystania w programie Constellation i został wybrany przez NASA w 2006 roku. Po anulowaniu programu Constellation w 2010 roku Orion został gruntownie przeprojektowany do wykorzystania w inicjatywie Journey to Mars, zarządzanej przez NASA. Space Launch System stał się główną rakietą nośną Oriona, a moduł serwisowy został zastąpiony konstrukcją opartą na automatycznym statku transportowym Europejskiej Agencji Kosmicznej. Prototyp modułu załogowego statku Orion został wystrzelony w 2014 roku podczas Exploration Flight Test 1.
Od 2022 roku w budowie znajdowały się statki kosmiczne Orion, z których jeden został ukończony. Pierwszy ukończony statek o numerze CM-002, został wystrzelony 16 listopada 2022 roku w ramach misji Artemis 1. Administracja Trumpa wezwała do zakończenia programu statku kosmicznego Orion po realizacji misji Artemis 3.

## Historia
W orędziu z 14 stycznia 2004 prezydent George W. Bush ogłosił nowy program amerykańskich lotów kosmicznych nazywany Wizją Eksploracji Kosmosu (ang. The Vision of Space Exploration, VSE). Stawiał on na kilka celów:
1. zakończenie lotów wahadłowców do 2010
2. zakończenie budowy Międzynarodowej Stacji Kosmicznej
3. zbudowanie następcy wahadłowca, statku kosmicznego CEV
4. badanie Księżyca pojazdami bezzałogowymi od 2008
5. powrót ludzi na Księżyc i założenie tam stałej bazy do roku 2020.

Nowy projekt oznacza koniec prac nad Orbitalnym Samolotem Kosmicznym. Wraz z nową kapsułą opracowane zostaną także dwie nowe rakiety nośne – oparta na wahadłowcowych rakietach wspomagających na paliwo stałe: mniejsza do wynoszenia kapsuły z załogą CLV (ang. Crew Launch Vehicle, nieoficjalnie nazywana The Stick – Kijek), oraz oparta na silnikach głównych wahadłowca i jego zbiorniku paliwa ciężka rakieta nośna (CaLV – ang. Cargo Launch Vehicle). Od lipca 2006 CLV oficjalnie nosi nazwę Ares I, zaś CaLV – Ares V.
Sam pojazd oparty jest w założeniach na kapsule Apollo – składać się będzie z modułu załogowego, o 50% większego od niemal identycznego kształtem modułu dowodzenia Apollo, oraz modułu serwisowego. W misjach księżycowych w skład pojazdu wchodzić będzie także lądownik księżycowy Altair oraz dodatkowy moduł napędowy EDS (ang. Earth Departure Stage). Pierwotnie zakładano, iż kapsuła CEV będzie miała średnicę 5,5 metra. Mogłoby w niej lecieć do 6 astronautów. Później zmniejszono rozmiar kapsuły do 5 metrów.
Powstanie także bezzałogowa wersja statku Orion do przewożenia ładunku na Międzynarodową Stację Kosmiczną. Dodatkowo NASA ustanowiła program COTS, którego głównym celem jest zbudowanie statku transportowego i program Commercial Crew Program do zbudowania statku załogowego do ISS. Do podziału 500 milionów dolarów zgłosiło się 97 firm. Pierwszy etap kontraktu na zbudowanie bezzałogowego pojazdu logistycznego wygrały Kistler Aerospace oraz SpaceX.
Pierwszy, bezzałogowy orbitalny lot nowego pojazdu, oznaczony kryptonimem Orion 3, planowany był na wrzesień 2013. Poprzedzić go miała seria testów startowego systemu ratunkowego, których rozpoczęcie zaplanowano na maj 2009. Po dwóch lotach bezzałogowych (Orion 3 i Orion 4), na wrzesień 2014 planowano pierwszy lot załogowy desygnowany Orion 5. Dwóch astronautów miało pozostać na orbicie około dwóch tygodni, a program lotu przewidywał między innymi EVA oraz być może dokowanie z ISS.
Pierwszym celem nowego pojazdu będą loty załogowe na Międzynarodową Stację Kosmiczną. CEV ma pozostawać przycumowany do ISS na przez pół roku. Później (gdy gotowa już będzie architektura CaLV / LSAM / EDS) kolejnym celem lotów stanie się Księżyc. Po kilku lotach testowych (ang. sortie missions) planowane jest założenie bazy na południowym biegunie Księżyca. W dalszej przyszłości niewykluczone są loty do Marsa i jego księżyców, punktów libracyjnych i planetoid.

## Główne elementy statku
- system ratunkowy (Launch Abort System, LAS)
- pojazd ratunkowy – moduł załogowy + system ratunkowy – (Launch Abort Vehicle, LAV)
- moduł załogowy (Crew Module, CM)
- moduł serwisowy (Service Module, SM)
- łącznik (Spacecraft Adapter)

## Dane techniczne

### System ratunkowy LAS
- Silnik ratunkowy
  - Liczba dysz: 4
  - Odchylenie dysz: 30°
  - Impuls właściwy (na poziomie morza): 250 s
  - Ciąg (w osi statku): 229 703 kG
  - Czas pracy: 2,0 s
  - Ciąg/ciężar: 15:1
- Silnik kontroli położenia
  - Liczba dysz: 8
  - Odchylenie dysz: 90°
  - Impuls właściwy (w próżni) 227 s
  - Ciąg (w osi statku): 1150 kG
  - Czas pracy: 2,0 s
- Silnik odrzucający
  - Liczba dysz: 4
  - Odchylenie dysz: 35°
  - Impuls właściwy (w próżni): 221 s
  - Ciąg (w osi statku): 4385 kG
  - Czas pracy: 1,5 s
- LAS
  - Masa (bez paliwa):3695 kg
  - Paliwo: 2480 kg

### System ratunkowy
- Ciąg/ciężar: 15 przez 2,0 s
- Wysokość osiągana podczas awaryjnego odłączenia od rakiety na stanowisku startowym: > 1200 m
- Odległość w poziomie podczas awaryjnego odłączenia od rakiety na stanowisku startowym: > 1000 m
- Średnia odległość LAV od stanowiska startowego po 3 s: > 450 m
- Odległość LAV od stanowiska startowego po 3 s, jeśli separacja następuje w punkcie maksymalnego ciśnienia dynamicznego: > 180 m
- Maksymalna masa startowa LAS: 5,9 tony

### Łącznik
- Średnica górna: 5 m
- Średnica dolna: 5,5 m
- Wysokość: 3,3 m

### Kapsuła
- Średnica: 5 m (16,5 stopy)
- Wysokość: 3,3 m (130 cali)
- Kąt rozwarcia stożka kapsuły: 115°
- Objętość hermetyzowana: 19,6 m³ (691 stóp³)
- Objętość kabiny załogi: 10,2 m³ (361 stóp³)
- Paliwo: GO2/GCH4
- Masa własna: 7891 kg (17 397 funtów)
- Masa paliwa: 174,6 kg (385,1 funtów)

### Moduł serwisowy
- Średnica: 5 m
- Wysokość: 4,78 m
- Masa (bez paliwa) 12 337 kg
- Masa paliwa: 7907 kg
- Ciąg silnika głównego: 3402 kg (7500 funtów)
- Powierzchnia ogniw słonecznych: 36 m² (388 stóp²)
- Moc ogniw słonecznych: 9,15 kW
- Powierzchnia radiatorów: 31 m² (334 stóp²)
- Rozpraszana moc termiczna: 6,3 kW

## Misje Oriona
| Symbol          | Nazwa misji               | Data startu               | Rakieta nośna                | Czas trwania    | Liczba astronautów                    | Uwagi                                                                                        |
| --------------- | ------------------------- | ------------------------- | ---------------------------- | --------------- | ------------------------------------- | -------------------------------------------------------------------------------------------- |
| EFT-1           | Exploration Flight Test 1 | 5 grudnia 2014, 12:05 UTC | Delta IV Heavy               | 4 godz. 23 min. | –                                     | Bezzałogowy lot suborbitalny                                                                 |
| AA-2            | Ascent Abort-2            | 2 lipca 2019, 11:00 UTC   |                              | 4 min. 13 s     |                                       |                                                                                              |
| EM-1, Artemis I | Artemis 1                 | 16 listopada 2022         | Space Launch System Block I  | 25 dni 11 h     | – (3 manekiny: Helga, Zohar i Campos) | Bezzałogowy lot wokół Księżyca                                                               |
| Artemis II      | Artemis 2                 | luty 2026                 | Space Launch System Block IB | ok. 10 dni      | 4 os.                                 | Pierwszy lot załogowy kapsuły Orion. Jego celem jest wysłanie astronautów na orbitę Księżyca |
| Artemis III     | Artemis 3                 | 2027                      | Space Launch System Block IB | ok. 30 dni      | 4 os.                                 | Drugi załogowy lot. Jego celem jest lądowanie astronautów na Księżycu.                       |
| Artemis IV      | Artemis 4                 | 2028                      | Space Launch System Block IB | ok. 30 dni      | 4 os.                                 | proponowane                                                                                  |
| Artemis V       | Artemis 5                 | 2030                      | Space Launch System Block IB | ok. 30 dni      |                                       | proponowane                                                                                  |
| Artemis VI      | Artemis 6                 | 2031                      | Space Launch System Block IB | ok. 30 dni      |                                       | proponowane                                                                                  |
| Artemis VII     | Artemis 7                 | 2032                      | Space Launch System Block IB | ok. 30 dni      |                                       | proponowane                                                                                  |

## Budowa elementów programu
31 sierpnia 2006 NASA ogłosiło rozstrzygnięcie konkursu na budowę statku Orion. Kontrakt został przyznany koncernowi Lockheed Martin Corp. Konkurowało z nim konsorcjum Boeing z Northrop Grumman. Pierwotnie do kontraktu kandydowało też konsorcjum t/Space, na które składa się kilka „drobnych” astronautycznych firm, mających jednakże spore sukcesy, przykładowo Scaled Composites i ich statek suborbitalny SpaceShipOne.
Prace projektowe, konstrukcyjne i testy nowego pojazdu mają zakończyć się do 7 września 2013. Szacowana wartość tego kontraktu wynosi 3,9 miliarda USD. Wartość dalszych zamówień związanych z budową statków Orion do 2019 roku może szacunkowo osiągnąć do 3,5 miliarda USD.
Pod koniec 2005 podpisano kontrakt z firmą ATK na budowę pierwszego stopnia rakiety CLV. Firma ATK specjalizuje się w budowie wspomagających rakiet na paliwo stałe (SRB) używanych w programie wahadłowców. ATK planuje dokonać testy pierwszego stopnia w locie do roku 2008.
Po anulowaniu programu Constellation w 2011 Orion jest jedyną konstrukcją przewidzianą w tym programie, która jest do dziś w fazie budowy i testów. 5 grudnia 2014 roku odbył swój pierwszy lot na rakiecie Delta IV Heavy. Lot ten został nazwany przez NASA Exploration Flight Test 1 (EFT-1).

## Nazewnictwo
Nazwa Orion została oficjalnie potwierdzona przez NASA jako wybrana na określenie nowego statku w dniu 22 sierpnia 2006.
Statek Orion, jak i cała architektura potrzebna do powrotu na Księżyc (rakiety, lądownik, baza księżycowa) były częściami programu Constellation. Poszczególne elementy nosiły nazwę:
1. Crew Exploration Vehicle – Orion
2. Lądownik Księżycowy (Lunar Surface Access Module; LSAM) – Altair
3. Rakiety nośne CLV i SDLV – Ares I oraz Ares V